# Tranebergsbron
Tranebergsbron  är en bro över Tranebergssundet mellan ön Kungsholmen och Traneberg i Stockholm, som invigdes den 31 augusti 1934. Den föregicks av tre tidigare broar och förenar Stockholms innerstad med Västerort och trafikeras av gång-, cykel- och fordonstrafik såväl som tunnelbanans gröna linje mot Hässelby. Över bron går Drottningholmsvägen (Länsväg 275). Tranebergsbron är 450 meter lång, 27 meter bred och 32 meter hög. Den segelfria höjden är 25,2 meter.
Tranebergsbron hade, när den byggdes, världens längsta brobåge gjuten i betong, med en spännvidd av 181 meter. Arkitekter var Paul Hedqvist och David Dahl och konstruktörer Samuel Kasarnowsky och Ernst Nilsson.

## Historia

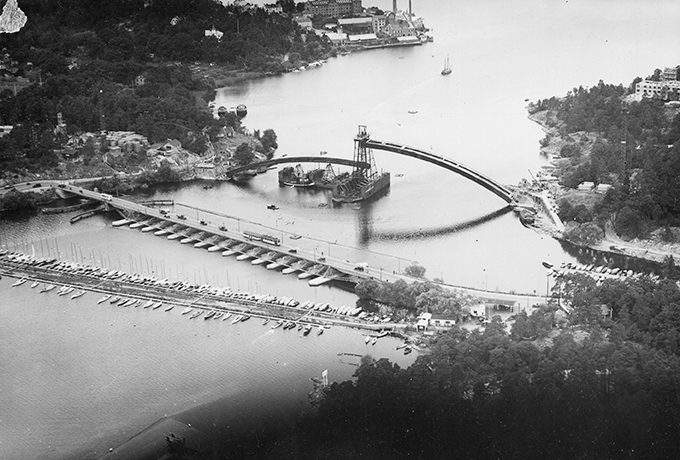
Tranebergsbron högst upp mot norr i bild, Pontonbron från 1914 söder om den stora bron, och söder om den, en tidigare flottbro från 1850 som vid tillfället användes som båtbrygga. Foto: Oscar Bladh.

### Den första bron
År 1787 beslutade Gustav III att en bro skulle byggas som en del av en ny väg mot Drottningholms kungsgård och Drottningholms slott. Samtidigt byggdes även föregångarna till Nockebybron och Drottningholmsbron. Arkitekt för alla tre broar var Carl Fredrik Adelcrantz. 
Den första Tranebergsbron blev en flottbro, som placerades med ett östra landfäste i förlägningen av vad som idag är Adlerbertsgatan på Kungsholmssidan, och ett västra landfäste som är precis norr om det västra landfästet av dagens Tranebergsbro. Den första bron, flottbron från andra hälften av 1700-talet revs någon gång efter 1850 då en ny pontonbro stod färdig.

### Den andra bron
Den andra bron var en pontonbro och placerades också med östra landfästet vid Adlerbertsgatan och rätt över Tranebergssund mot det som idag är Alviksstrand (se den södersta av broarna på bilden här ovan till vänster). Denna bro användes som båtbrygga när den nya pontonbron byggts år 1914.

### Den tredje bron
Under åren 1911 till 1914 byggdes en av Wolmar Fellenius och Otto Linton konstruerad öppningsbar pontonbro utan bottenförankringar med vatten-, gas- och elektriska ledningar i bron. För landfästen och pelare användes betong, medan pontonöverbyggnaden var av järn. Brons längd mellan landfästenas framkanter var 227,1 meter (varav svängspann om 37,3 meter); den nyttiga bredden var 6,3 meter. Bron klarade att bära spårvagnarna på linje 2B, senare 12 och 13, ut till Brommalandet. Bron placerades precis norr om den gamla pontonbron från 1850 (mittenbron i bilden ovan till vänster).

### Den fjärde och nuvarande bron
Den snabba befolkningstillväxten i Västerort krävde dock snart en större bro, som kom att byggas ungefär 100 meter norr om pontonbron. Stockholms stadsfullmäktige fattade beslut om att bygga bron den 23 februari 1931, till en kostnad av 4,8 miljoner kronor. Bron invigdes den 31 augusti 1934 av dåvarande kronprinsen Gustaf VI Adolf och i närvaro av cirka 6 000 personer. Bron var när den byggdes Stockholms första högbro och världens största betongprojekt. Arkitekter var Paul Hedquist och David Dahl, konstruktörer Ernst Nilsson och Salomon Kasarnowsky.
Bron byggdes som två bågar. Över ett brospann fördes spårvägsspår i dubbelspår och över det andra brospannet anordnades fyra körfält för vägfordon. År 1952 byttes spårvagnstrafiken ut mot tunnelbanetåg då banan hade anpassats med strömskena istället för kontaktledning.

## Tredje brospannet
Tranebergsbrons skick försämrades successivt av ökade trafikmängder och korrosion från bland annat vägsalt. Under 1990-talet infördes restriktioner för tung trafik vilket bland annat medförde att all nattbusstrafik mellan innerstaden och Västerort fick ledas via Huvudsta och Ulvsunda. 1997 blev det förbjudet för tunga lastbilar och bussar att köra på bron då brobaneplattan var så sliten att risken fanns att hål kunde uppstå.
Bron byggdes därför ut och renoverades mellan 1999 och 2005. En ny, och tredje brobåge restes söder om de två tidigare broarna. Den nya brobågen är en förtillverkad stålbåge som kläddes med betong, alltså inte av samma, djärva konstruktion som de äldre bågarna. Den södra nya vägbron invigdes 2002, varefter de två andra broarna renoverades. I princip innebar renoveringen att de gamla broarna ersattes av nya körbaneplattor och kantbalkar samt nya pelare som bär upp körbaneplattan. Bara själva betongbågarna behölls. Tranebergsbron återinvigdes 31 augusti 2005 av Kronprinsessan Victoria. Kostnaderna för hela projektet slutade på 800 miljoner kronor.
Idag åker tunnelbanetrafiken på brobågen längst åt norr, mittenbågen används för västergående trafik ut från stan och den nya södra bågen används av gångare, cyklister och östergående trafik in mot stan.

Tre bilder tagna från samma kamerapunkt vid landfäste på Tranebergssidan.
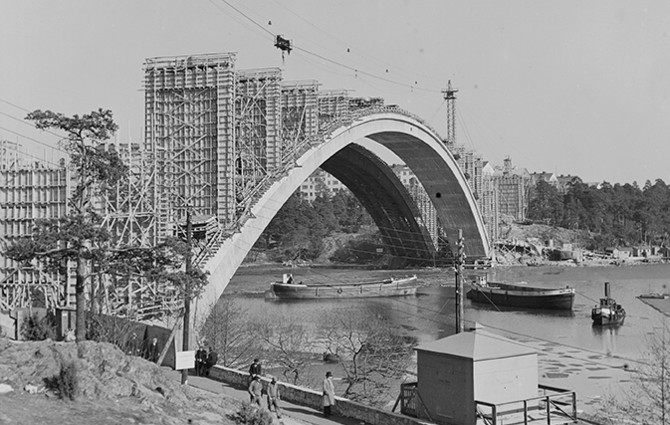
Tranebergsbron 1933 under uppbyggnad.
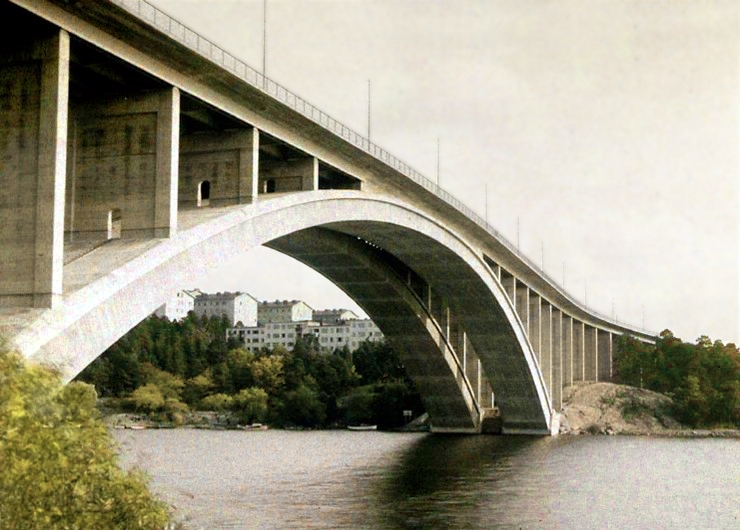
Tranebergsbron 1937med de ursprungliga två brospannen. Foto: Gustaf Cronquist
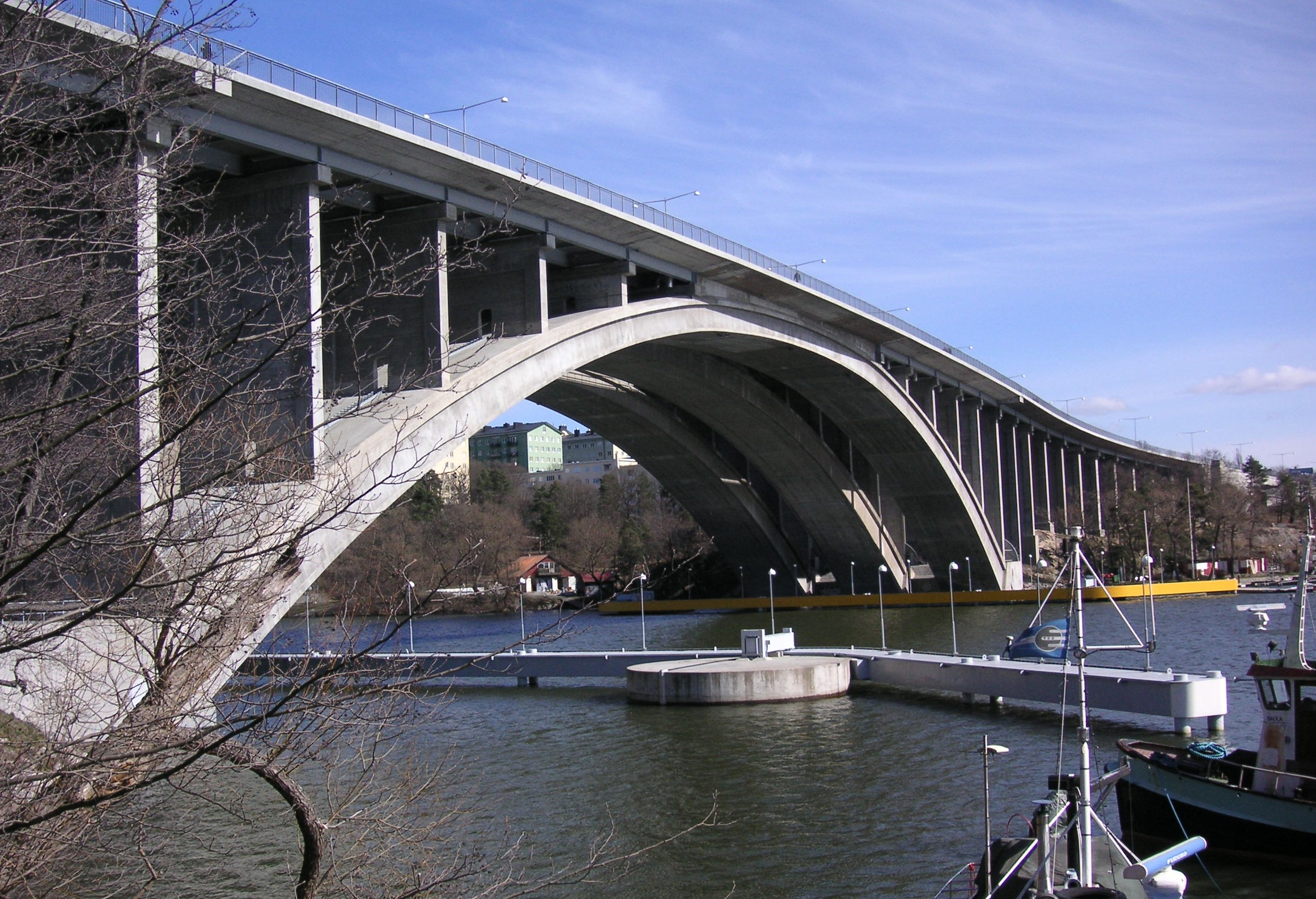
Tranebergsbron 2008, med dagens tre brospann.

## Minnessten
Vid Tranebergsbrons västra brofäste finns en minnessten i röd granit som påminner om bygget av bron 1932–1934 och tillbyggnaden 1999–2005. På en bronstavla står:

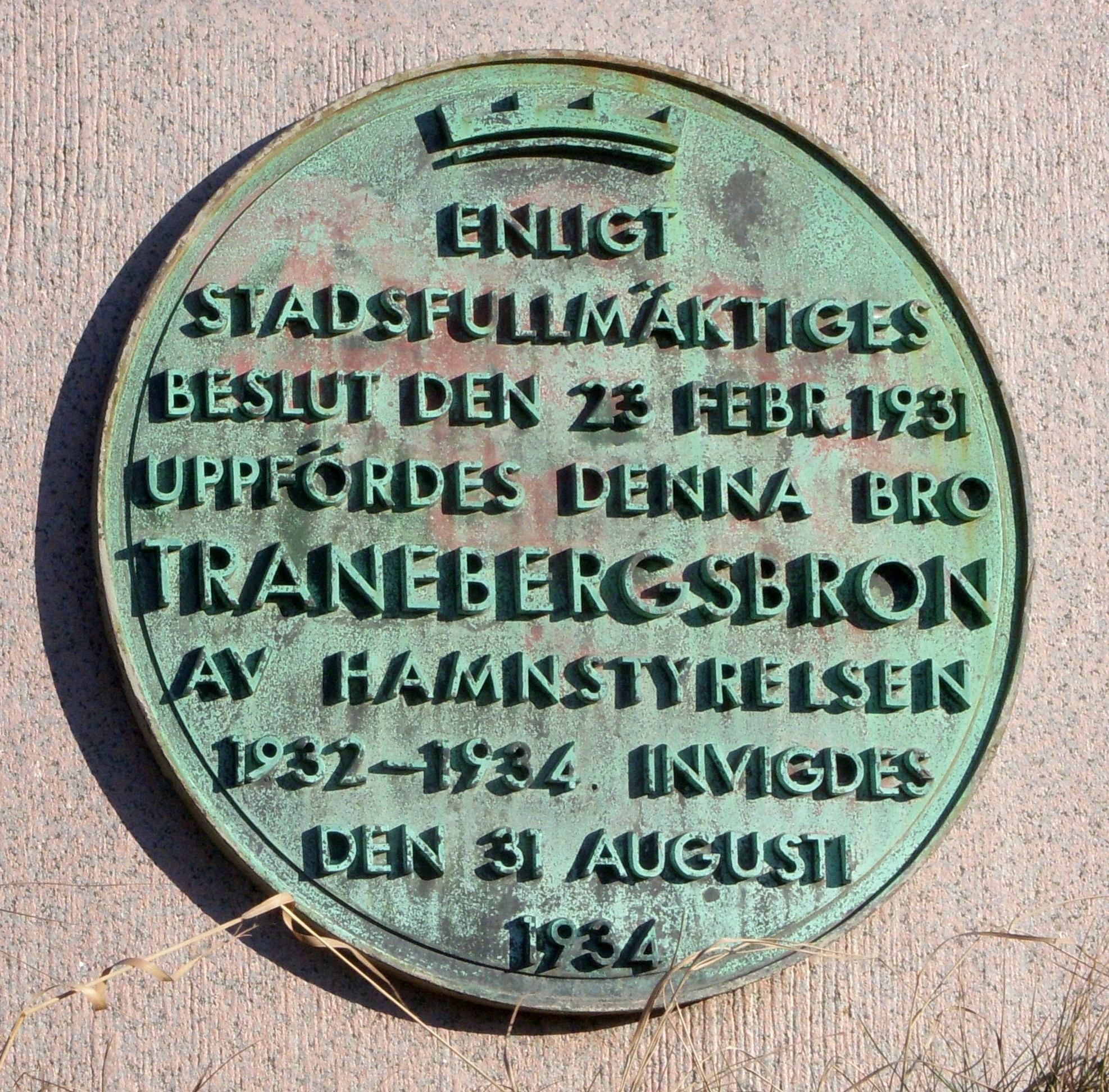
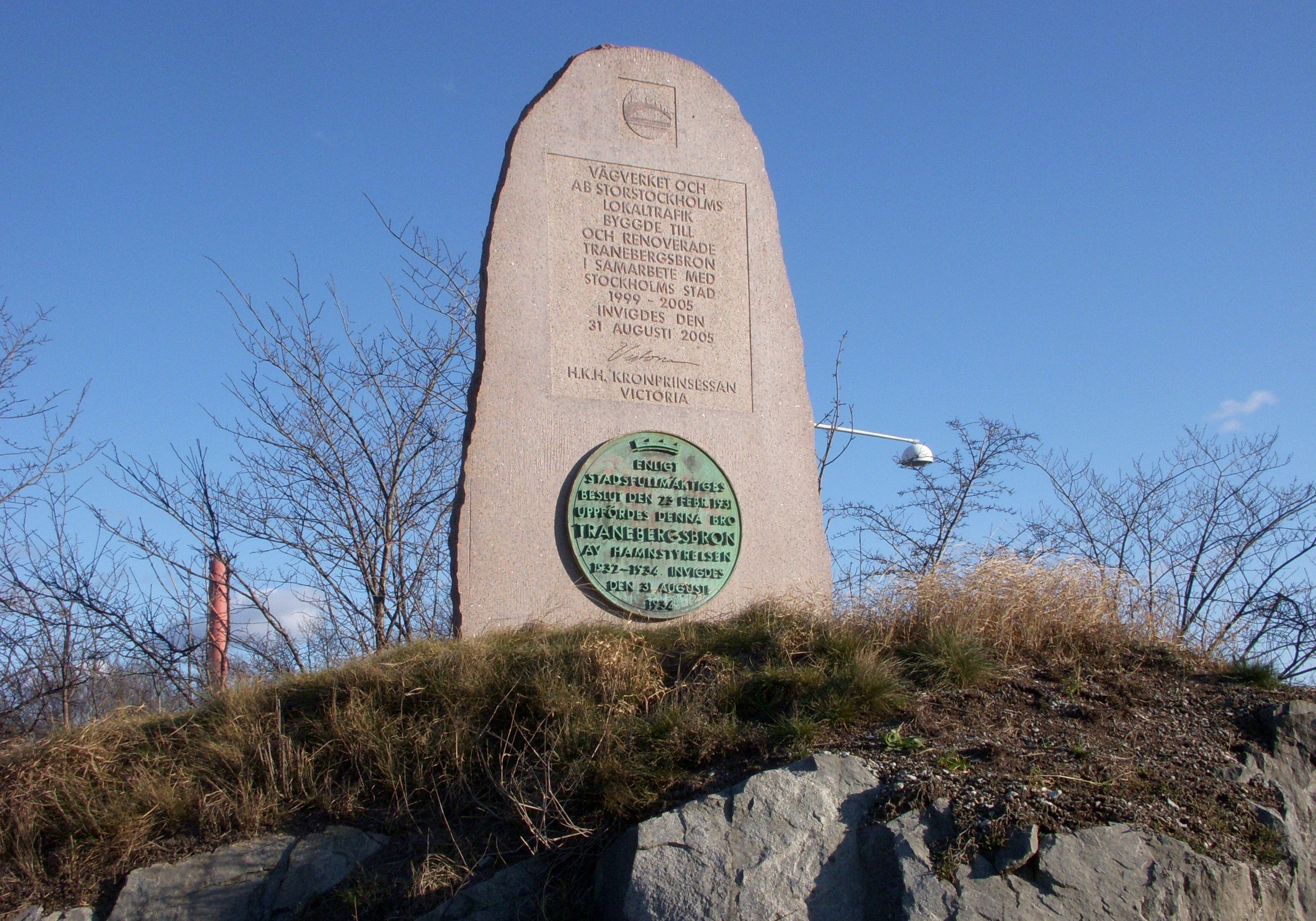
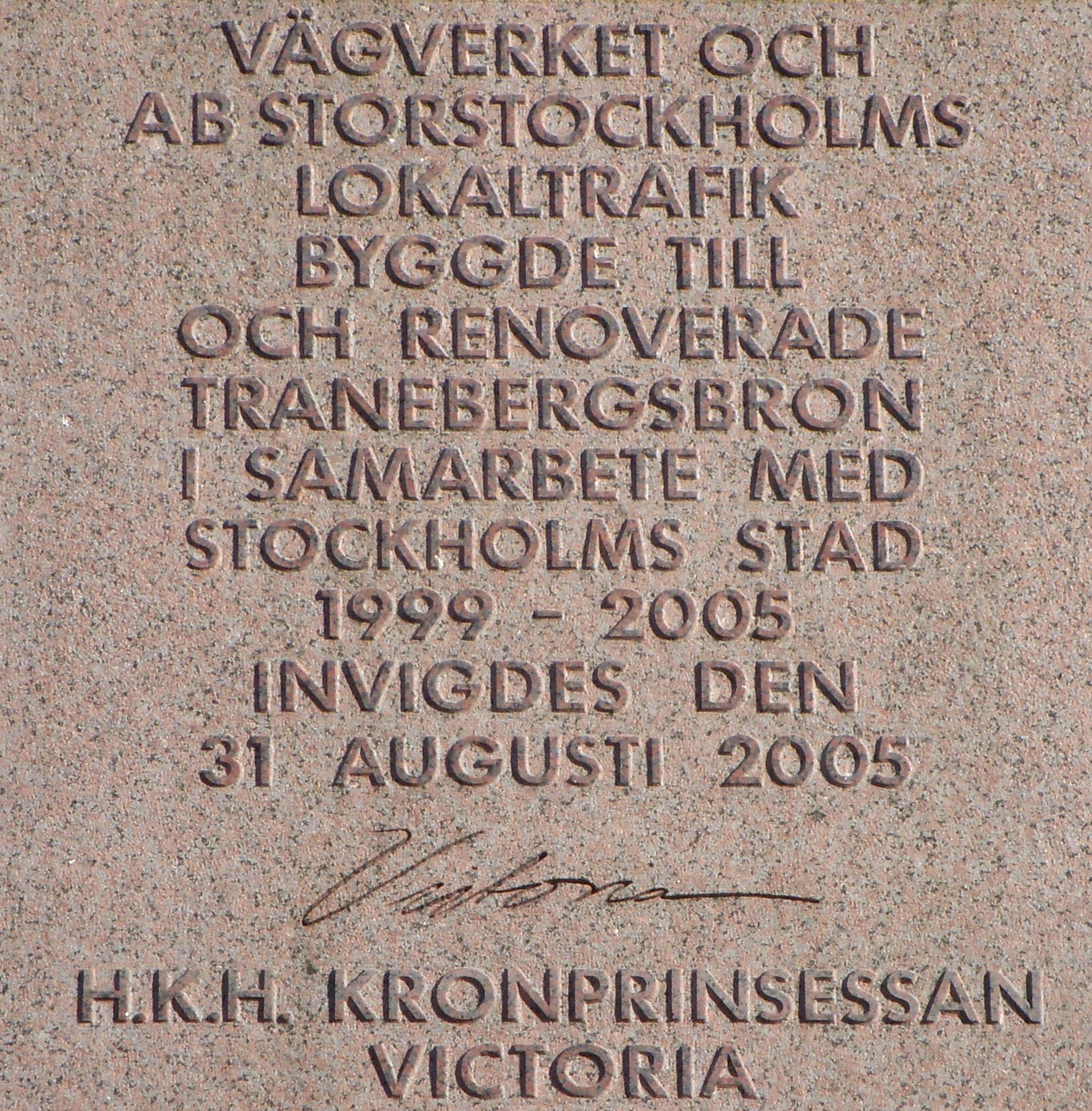

| ” | Enligt Stadsfullmäktiges beslut den 23 febr. 1931 uppfördes denna bro TRANEBERGSBRON av Hamnstyrelsen 1932–1934. Invigdes den 31 augusti 1934. | „ |

På granitstenen står:
| ” | Vägverket och AB Storstockholms lokaltrafik byggde till och renoverade Tranebergsbron i samarbete med Stockholms stad 1999-2005 invigdes den 31 augusti 2005 [Victorias namnteckning] H.K.H. Kronprinsessan Victoria. | „ |